# Jacqueline Starer
 (avril 2014).
Jacqueline Starer, née à Paris en 1940 est une écrivaine et traductrice française.

## Biographie
Née à Paris en 1940, elle a étudié les lettres classiques à la Sorbonne, puis enseigné  en France, aux États-Unis et en Allemagne.
Elle est spécialiste de la Beat Generation. Elle rencontre notamment Keith Barnes en 1963, auquel elle consacrera un ouvrage publié en 1987. Elle publie une thèse en 1977 sur ce sujet (Les écrivains beats et le voyage) 

## Ouvrages
- Les Écrivains beats et le voyage, Marcel  Didier, Paris, 1977
- Chronologie des écrivains beats jusqu'en 1969, Marcel Didier, Paris, 1977
- K.B. (Keith Barnes), Maurice Nadeau, Paris, 1987
- Les Bougons, La Bartavelle, 2002
- K.B. Keith Barnes, première édition bilingue de K.B., traduction anglaise par Helen McPhail, éditions d'écarts, Dol de Bretagne, 2007
- Les écrivains de la Beat Generation" - inclut la Chronologie des écrivains beats jusqu'en 1969, vérifiée par Carolyn Cassady, Gregory Corso, Lawrence Ferlinghetti, Allen Ginsberg, Eileen Kaufman et Gary Snyder, éditions d'écarts, Dol de Bretagne, 2011

## Traductions de l'anglais
- du poète anglais Keith Barnes (1934-1969) :
  - Œuvre poétique / Collected Poems, ouverture de Maurice Nadeau, éditions d'écarts, Paris, 2003
- de Shizue Ogawa (Japon), cotraductrice avec Michèle Duclos
  - Une Âme qui joue, éditions de la MIPAH, Belgique, 2010, Prix international de poésie Antonio Viccaro 2011
- à signaler : le choix et la traduction en allemand de poèmes de Keith Barnes par Ulrich Zieger : The Waters Will Sway / Die Wasser Werden Schaukeln, éditions d'écarts, Dol de Bretagne, 2011, traduction en anglais de l'introduction par A.-C. Carls